# Filiation naturelle
La filiation naturelle est la filiation (transmission de la parenté) qui caractérise les enfants nés de parents non mariés ensemble, ou dont le mariage n'est pas reconnu comme valide. En France on distinguait la filiation naturelle simple (enfant conçu par deux parents libres pouvant donc se marier a posteriori), la filiation incestueuse et la filiation adultérine. C'est une filiation divisible, c'est-à-dire qu'elle est établie séparément à l’égard de chacun des deux parents, et, le cas échéant, un enfant peut avoir juridiquement un seul parent.
Depuis la Convention européenne sur le statut juridique des enfants nés hors mariage de 1975, cette catégorie tend à perdre de son importance, bien qu'il ait fallu attendre en France, par exemple, 2005 pour que l'égalité complète (en particulier concernant l'héritage) soit déclarée entre les enfants naturels et les enfants légitimes.

## Historique en droit romano-civil
La filiation naturelle est un concept socio-juridique né de l'ancien droit canon, qui a commencé à s'imposer avec plus de force, lentement, en Europe occidentale, au cours du XIIe siècle, quand l'Église catholique, avec le Quatrième concile du Latran en 1215, fit du mariage chrétien un sacrement ne pouvant être dissous que par la mort. Permettant la légitimation automatique, avec le mariage, des enfants naturels, stigmatisant l'irresponsabilité paternelle et réaffirmant le caractère de péché grave de l'adultère (rendant donc son auteur susceptible d'excommunication), cette législation protégeait indirectement la cellule familiale.
L'ancienne figure juridique, pratiquée couramment jusqu'alors, de la répudiation orale de l'époux, ou épouse, face à des témoins, et qui leur permettait de se remarier en ayant d'autres enfants légitimes, sera ainsi persécutée par le clergé, bien que cette coutume ait survécu jusqu'à nos jours dans quelques régions européennes plus isolées, sans conséquences pourtant légales si les survivants de ces communautés décident d'appeler ayant recours au droit écrit.
Ces vieilles coutumes traditionnelles de répudiation et remariage avaient notamment des conséquences pour la succession en majorat des grandes maisons, un procès d'héritage qui peu à peu ira en s'imposant éliminer le partage à parts égales entre tous les enfants des royaumes, des seigneuries et de toute propriété particulière. Peut-être que le besoin ressenti de maintenir les domaines et les propriétés unies a influé dans les nouvelles coutumes sociales et juridiques, qui dès lors se sont imposées pour rendre impossible, ou tout au moins plus difficile, l'héritage aux enfants nés hors du mariage chrétien.
Les enfants naturels étaient pourtant privilégiés sur les enfants adultérins, puisqu'ils pouvaient, eux, succéder aux noms et aux biens de leurs parents, entièrement en l'absence d'enfants légitimes nés de mariage précédent ou postérieur des parents, ou partiellement, s'ils en avaient.
Aussi, le mariage postérieur des parents légitimait automatiquement leurs enfants naturels, les rendant tout aussi légitimes que les autres enfants nés au cours du mariage des parents communs.
Le Droit civil héritera du droit canon ce concept de la filiation de la faute. On croyait que les enfants naturels était le fruit d'une faute moindre que les enfants bâtards, ceux-ci étant adultérins nécessairement dès que le père, ou la mère, étaient mariés à une autre personne.
Dans quelques pays encore de nos jours les enfants illégitimes, naturels ou bâtards, n’ont pas les mêmes droits que les enfants légitimes. Les parents sont aussi visés. L’homme peut plus facilement ainsi s’exclure de sa paternité et renier l’enfant. La femme peut être exclue de son groupe social s'il la méprise pour une maternité hors du mariage. Cependant, dans les civilisations occidentales, il s’agit aujourd'hui généralement d’un choix, lié à un mode vie : le concubinage, qui reprend les coutumes abandonnées depuis le XIIe siècle.
Après la Révolution française, entre 1789 et 1804, on constate d’importantes modifications du droit de la famille, dont l’attribution aux enfants naturels de droits égaux à ceux des enfants légitimes. Un temps la Révolution ne toucha pourtant pas aux discriminations à l'encontre des bâtards. Ce fut la Convention Montagnarde qui les supprima de par une série de lois votées entre le 4 juin 1793 et le 6 janvier 1794. En 1804 le Code civil, sous l'influence de Napoléon Bonaparte, les rétablit. Ces discriminations subsistèrent jusqu'en 2005.

## Common law
En common law, l'enfant naturel (ou adultérin) était considéré comme filius nullius (enfant de personne), ce qui ne lui accordait droit, ni en termes d'héritage, ni en termes d'obligation alimentaire paternelle. Selon les Commentaires de William Blackstone, il ne pouvait même pas être légitimé par un mariage ultérieur entre les parents biologiques. Cela conduisait ces enfants à être à la charge des paroisses locales. Pour cette raison, en 1576 le Parlement vota un Poor Law Act transférant l'obligation alimentaire des paroisses aux parents, et en particulier au père. Cette différence avec la tradition continentale est importante, puisque l'obligation alimentaire du père n'est pas tant considérée comme relevant de l'intérêt de l'enfant que comme préservant l'intérêt de la société.
La différence entre enfant naturel et légitime fut progressivement abandonnée au cours des années 1970 aux États-Unis sous l'influence de la Cour suprême — jurisprudence confirmée et renforcée par le Uniform Parentage Act de 1973 —, bien que les distinctions en matière d'héritage ont perduré un peu plus. En revanche, en ce qui concerne les actions en recherche de paternité, la présomption de paternité jouait à peu près de la même façon qu'en Allemagne. Le témoignage de la mère est alors primordial. Les groupes sanguins furent utilisés dans ce contexte (plutôt pour prouver l'impossibilité d'une paternité qu'en tant que test de paternité positif), bien qu'à échelle bien moindre qu'en Europe et de façon beaucoup plus tardive (un certain nombre de pays européens les utilisaient de façon routinière dès les années 1920, malgré leur fiabilité relative).

## Droit civil français après 1804
Le sort fait aux enfants naturels est à partir de la loi de 1804 particulièrement défavorable. L'enfant naturel non reconnu n'a pas le droit de faire une recherche en paternité ou en maternité ; la filiation est supposée inexistante en termes de succession (jusqu'en 1896), d'autorité sur l'enfant, de droit au patronyme ou au matronyme ou d'obligation alimentaire. Jusqu'en 1896, le parent naturel peut toutefois désigner son enfant naturel simple non reconnu comme héritier pour la quotité disponible. Dans le cas d'un enfant reconnu, seule une petite fraction de cette quotité disponible peut être transmise.
En 1972, une nouvelle loi sur la filiation vient gommer une grande partie des différences entre enfant naturel et enfant légitime.

## La filiation naturelle aujourd'hui

### En France
La distinction entre filiation naturelle (dont la filiation dite adultérine) et légitime a été abolie par l’ordonnance du 4 juillet 2005, entrée en vigueur le 1er juillet 2006, ratifiée par la loi du 16 janvier 2009.
De fait, la France, comme d'autres pays européens, connaît une majorité de naissances hors mariage (59,7 % en 2016 selon l'Insee).